# Formosaxius
Formosaxius is een geslacht van kreeftachtigen uit de klasse van de Malacostraca (hogere kreeftachtigen).

## Soort
- Formosaxius dorsum Komai, Lin & Chan, 2010